# Ton Fagel
Anton 'Ton' Fagel is een Nederlands voormalig balletdanser en later chef-kok, onder meer van de destijds van een Michelinster voorziene bistro Klein Paardenburg. Samen met zijn broers was hij wegbereider van de groeiende bekendheid van Franse gerechten in Nederland. 

## Gezin
Fagel stamde uit een familie van restaurateurs en chef-koks. Vader Antoine startte met moeder Greetje Fagel-Posthuma de Boer in 1936 een cafetaria in Apeldoorn en later diverse restaurants. Van Tons acht broers waren er zeven actief in de horeca. Samen bestierden ze zo'n dertig restaurants die samen hebben bijgedragen aan de populariteit van de Franse keuken in Nederland. John Fagel was bijvoorbeeld eigenaar van restaurant Tout Court in Amsterdam. Nico Fagel bezat onder meer het Larense La Provence en het Amsterdamse L'Entrecôte, waar broer Paul in de keuken stond. Martin Fagel runde Café de Paris in Utrecht. Broer Paul Fagel behaalde een Michelinster als chef-kok met restaurant Duurstede terwijl broer Gerard Fagel er een kreeg als eigenaar van De Hoefslag. Broer Frans (François) Fagel was verbonden aan andere bekende restaurants. Fabian Fagel was docent aan een hotelschool terwijl Joop wijnadviseur was. Broer Wiro Fagel (doopnaam Dick) was niet actief in de horeca, maar was als pater-trappist onder andere abt van Abdij Maria Toevlucht bij Zundert.

## Dans
Voordat Fagel de horeca inging, was hij als danser verbonden aan Het Nationale Ballet en danste er in 1964 in een zestal producties.. Na een ongeval beëindigde hij zijn dansloopbaan.

## Klein Paardenburg
Fagel kocht restaurant Klein Paardenburg in Ouderkerk aan de Amstel in 1967 van Henk Beke. Hij stond er gedurende 30 jaar in de keuken en verkocht het restaurant in 1998.

## Televisie
Fagel was in 1996 en 1997 ook betrokken bij het RTL-programma 'Tip Culinair TV'.